# Южно-Сургутское нефтяное месторождение
Южно-Сургутское — нефтяное месторождение в России, одно из крупнейших месторождений Западной Сибири. Расположено в Ханты-Мансийском автономном округе. Запасы нефти оцениваются в 200 млн тонн. Разработка месторождения была начата в 1976 году.
Месторождение относится к Западно-Сибирской провинции.
Оператором месторождение является российская нефтяная компания РН-Юганскнефтегаз.
По состоянию на 2010 год на месторождении было добыто 170 млн тонн нефти. Максимум годовой добычи был достигнут в 1985 году (11,8 млн тонн). По состоянию на 2017 год на месторождении были пробурены 2604 скважины, из них в эксплуатации находились 417 скважин. Месторождение находится на последней стадии разработки.